# San Martino di Lupari 2016-2017
Questa voce raccoglie le informazioni riguardanti l'A.S.D. San Martino di Lupari nelle competizioni ufficiali della stagione 2016-2017.

## Stagione
La stagione 2016-2017 della Fila San Martino Di Lupari è la quarta consecutiva che disputa in Serie A1 femminile.

## Verdetti stagionali
Competizioni nazionali
- Serie A1:

stagione regolare: 4º posto su 12 squadre (16-6);
play-off: quarti di finale persi contro Ragusa (0-2).
- Coppa Italia:

Secondo turno perso contro Ragusa.

## Roster
|    | Naz.                   | Ruolo | Sportivo            | Anno | Alt. |  |             |
| -- | ---------------------- | ----- | ------------------- | ---- | ---- |  | ----------- |
| 4  | Stati Uniti (bandiera) | G     | Megan Mahoney       | 1983 | 183  |  | [ 2 ]       |
| 5  | Italia (bandiera)      | A     | Marcella Filippi    | 1985 | 186  |  |             |
| 6  | Italia (bandiera)      | P     | Monica Tonello      | 1988 | 165  |  |             |
| 7  | Italia (bandiera)      | PG    | Claudia Amabiglia   | 1998 | 168  |  |             |
| 9  | Italia (bandiera)      | GA    | Martina Fassina     | 1999 | 183  |  |             |
| 10 | Stati Uniti (bandiera) | G     | Jasmine Bailey      | 1990 | 173  |  |             |
| 11 | Italia (bandiera)      | AC    | Jasmine Keys        | 1997 | 190  |  |             |
| 12 | Italia (bandiera)      | G     | Francesca Beraldo   | 1999 | 170  |  |             |
| 13 | Italia (bandiera)      | A     | Alessia Brutto      | 1999 | 176  |  | [ 3 ]       |
| 13 | Italia (bandiera)      | A     | Anna Profaiser      | 2000 | 177  |  | [ 4 ]       |
| 13 | Croazia (bandiera)     | A     | Jelena Ivezić       | 1984 | 184  |  | [ 5 ]       |
| 14 | Lituania (bandiera)    | A     | Eglė Šulčiūtė       | 1985 | 190  |  |             |
| 15 | Italia (bandiera)      | P     | Angela Gianolla     | 1980 | 170  |  |             |
| 16 | Italia (bandiera)      | G     | Alice Milani        | 1999 | 170  |  | [ 6 ] [ 7 ] |
| 18 | Italia (bandiera)      | AC    | Maria Luisa Sbrissa | 1986 | 186  |  | (cap.)      |
| 19 | Italia (bandiera)      | C     | Valentina Fabbri    | 1985 | 197  |  |             |

## Mercato

### Sessione estiva
Rinnovati i contratti con Angela Gianolla, il capitano Maria Luisa Sbrissa, Marcella Filippi, Monica Tonello, Martina Fassina, Valentina Fabbri e Jasmine Bailey. I trasferimenti riguardano, oltre al doppio tesseramento di Claudia Amabiglia e Francesca Beraldo con le Lupe San Martino di A2:
| Acquisti | Acquisti      | Acquisti          | Acquisti   |
| R.       | Nome          | da                | Modalità   |
| -------- | ------------- | ----------------- | ---------- |
| G        | Megan Mahoney | Villeneuve-d'Ascq | definitivo |
| AC       | Jasmine Keys  | Vicenza           | definitivo |
| A        | Eglė Šulčiūtė | Ślęza Breslavia   | definitivo |

| Cessioni | Cessioni         | Cessioni         | Cessioni       |
| R.       | Nome             | a                | Modalità       |
| -------- | ---------------- | ---------------- | -------------- |
| A        | Silvia Favento   | Reyer Venezia    | fine contratto |
| A        | Emma Dal Mas     | Sistema Rosa     | fine contratto |
| C        | Florina Pașcalău | PB63 Battipaglia | fine contratto |
| PG       | Jori Davis       | Pall. Torino     | fine contratto |

### Sessione autunnale-invernale
| Acquisti | Acquisti       | Acquisti         | Acquisti            |
| R.       | Nome           | da               | Modalità            |
| -------- | -------------- | ---------------- | ------------------- |
| A        | Alessia Brutto | Lupe San Martino | doppio tesseramento |
| A        | Anna Profaiser | Lupe San Martino | doppio tesseramento |
| A        | Alice Milani   | Lupe San Martino | doppio tesseramento |
| A        | Jelena Ivezić  | svincolata       | definitivo          |

| Cessioni | Cessioni | Cessioni | Cessioni |
| R.       | Nome     | a        | Modalità |
| -------- | -------- | -------- | -------- |

## Risultati

### Campionato

#### Play-off

##### Quarti di finale
| Arbitri: | Alex D'Amato (Roma) Andrea Longobucco (Marino) Daniela Bellamio (Latina) |

|             |          |            |
| Šulčiūtė 25 | Punti    | 25 Larkins |
| Gianolla 8  | Assist   | 5 Vanloo   |
| Šulčiūtė 8  | Rimbalzi | 8 Larkins  |

| Arbitri: | Alessio Dionisi (Fabriano) William Raimondo (Brescia) Giulia Sartori (Venezia) |

|                     |          |                     |
| Ndour 17            | Punti    | 15 Bailey, Šulčiūtė |
| Consolini, Gorini 3 | Assist   | 4 Bailey, Šulčiūtė  |
| Gorini, Nicholls 7  | Rimbalzi | 10 Bailey           |

### Coppa Italia

#### Secondo turno
| Arbitri: | Gianluca Capotorto (Bari) Michele Centonza (Grottammare) Diletta Bandinelli (Siena) |

|             |          |            |
| Šulčiūtė 19 | Punti    | 16 Gorini  |
| Bailey 4    | Assist   | 4 Vanloo   |
| Šulčiūtė 10 | Rimbalzi | 20 Larkins |

## Statistiche

### Statistiche di squadra
| Competizione | Punti | In casa | In casa | In casa | In casa | In casa | In trasferta | In trasferta | In trasferta | In trasferta | In trasferta | Totale | Totale | Totale | Totale | Totale | Totale |
| Competizione | Punti | G       | V       | P       | Ptf     | Pts     | G            | V            | P            | Ptf          | Pts          | G      | V      | P      | Ptf    | Pts    | Diff.  |
| ------------ | ----- | ------- | ------- | ------- | ------- | ------- | ------------ | ------------ | ------------ | ------------ | ------------ | ------ | ------ | ------ | ------ | ------ | ------ |
| Serie A1     | 32    | 11      | 9       | 2       | 752     | 695     | 11           | 7            | 4            | 704          | 669          | 22     | 16     | 6      | 1456   | 1364   | +92    |
| Play-off     |       | 1       | 0       | 1       | 81      | 82      | 1            | 0            | 1            | 55           | 61           | 2      | 0      | 2      | 136    | 143    | -7     |
| Coppa Italia |       | 1       | 0       | 1       | 68      | 73      | -            | -            | -            | -            | -            | 1      | 0      | 1      | 68     | 73     | -5     |
| Totale       | 32    | 13      | 9       | 4       | 901     | 850     | 12           | 7            | 5            | 759          | 730          | 25     | 16     | 9      | 1660   | 1580   | +80    |

### Andamento in campionato
| Giornata  | 1 | 2 | 3 | 4 | 5 | 6 | 7 | 8 | 9 | 10 | 11 | 12 | 13 | 14 | 15 | 16 | 17 | 18 | 19 | 20 | 21 | 22 |
| --------- | - | - | - | - | - | - | - | - | - | -- | -- | -- | -- | -- | -- | -- | -- | -- | -- | -- | -- | -- |
| Luogo     | C | T | C | T | C | C | T | C | T | C  | T  | T  | C  | T  | C  | T  | T  | C  | T  | C  | T  | C  |
| Risultato | V | V | V | V | V | P | V | V | P | V  | P  | P  | V  | P  | V  | V  | V  | V  | V  | P  | V  | V  |
| Posizione | 5 | 4 | 3 | 3 | 3 | 4 | 4 | 4 | 4 | 4  | 4  | 4  | 4  | 4  | 4  | 5  | 5  | 4  | 4  | 4  | 4  | 4  |

Legenda:

Luogo: C = Casa; T = Trasferta. Risultato: V = Vittoria; N = Pareggio; P = Sconfitta.

### Statistiche delle giocatrici
Campionato (stagione regolare e play-off) e Coppa Italia
| Giocatrice          | Partite | Partite | Partite | Pun | Min. | Falli | Falli | Tiri da 2 | Tiri da 2 | Tiri da 2 | Tiri da 3 | Tiri da 3 | Tiri da 3 | Tiri Liberi | Tiri Liberi | Tiri Liberi | Rimbalzi | Rimbalzi | Rimbalzi | Stopp. | Stopp. | Palle | Palle | Ass | Val. | Val. | A+dP |
| Giocatrice          | Pr      | PG      | SF      | Pun | Min. | C     | S     | R         | T         | %         | R         | T         | %         | R           | T           | %           | O        | D        | T        | D      | S      | P     | R     | Ass | Lega | OER  | A+dP |
| ------------------- | ------- | ------- | ------- | --- | ---- | ----- | ----- | --------- | --------- | --------- | --------- | --------- | --------- | ----------- | ----------- | ----------- | -------- | -------- | -------- | ------ | ------ | ----- | ----- | --- | ---- | ---- | ---- |
| Jasmine Bailey      | 25      | 25      | 25      | 386 | 804  | 71    | 170   | 126       | 222       | 56,8      | 11        | 51        | 21,6      | 101         | 159         | 63,5        | 61       | 137      | 198      | 6      | 5      | 81    | 82    | 56  | 547  | 4,62 | 57   |
| Eglė Šulčiūtė       | 25      | 24      | 24      | 303 | 743  | 59    | 80    | 82        | 138       | 59,4      | 32        | 111       | 28,8      | 43          | 54          | 79,6        | 35       | 119      | 154      | 5      | 1      | 62    | 42    | 41  | 357  | 3,60 | 21   |
| Angela Gianolla     | 25      | 25      | 25      | 243 | 787  | 36    | 68    | 67        | 122       | 54,9      | 21        | 55        | 38,2      | 46          | 64          | 71,9        | 7        | 51       | 58       | 1      | 6      | 100   | 38    | 89  | 248  | 7,01 | 27   |
| Marcella Filippi    | 25      | 20      | 14      | 150 | 606  | 49    | 14    | 25        | 54        | 46,3      | 31        | 83        | 37,3      | 7           | 10          | 70,0        | 22       | 46       | 68       | 5      | 4      | 30    | 29    | 15  | 114  | 5,29 | 14   |
| Megan Mahoney       | 15      | 9       | 9       | 136 | 269  | 19    | 25    | 38        | 78        | 48,7      | 13        | 36        | 36,1      | 21          | 25          | 84,0        | 7        | 52       | 59       | 1      | 4      | 21    | 14    | 17  | 141  | 8,09 | 10   |
| Jelena Ivezić       | 9       | 7       | 7       | 110 | 226  | 22    | 14    | 34        | 62        | 54,8      | 11        | 21        | 52,4      | 9           | 13          | 69,2        | 5        | 36       | 41       |        | 4      | 31    | 14    | 6   | 86   | 0,70 | -11  |
| Martina Fassina     | 25      | 25      | 4       | 99  | 449  | 30    | 22    | 33        | 69        | 47,8      | 7         | 32        | 21,9      | 12          | 18          | 66,7        | 12       | 53       | 65       |        | 2      | 49    | 28    | 21  | 87   | 3,27 |      |
| Jasmine Keys        | 24      | 21      | 1       | 88  | 280  | 43    | 37    | 21        | 42        | 50,0      | 3         | 4         | 75,0      | 37          | 54          | 68,5        | 11       | 41       | 52       | 6      | 2      | 19    | 19    | 5   | 104  | 4,06 | 5    |
| Valentina Fabbri    | 25      | 22      | 9       | 60  | 302  | 32    | 11    | 26        | 67        | 38,8      | 0         | 2         | 0,0       | 8           | 10          | 80,0        | 16       | 34       | 50       | 9      | 3      | 41    | 10    | 3   | 22   | 2,22 | -28  |
| Monica Tonello      | 19      | 19      |         | 52  | 235  | 10    | 11    | 2         | 10        | 20,0      | 13        | 31        | 41,9      | 9           | 14          | 64,3        | 1        | 14       | 15       |        | 1      | 13    | 6     | 3   | 32   | 7,63 | -4   |
| Maria Luisa Sbrissa | 25      | 20      | 3       | 20  | 165  | 35    | 13    | 7         | 17        | 41,2      | 0         | 2         | 0,0       | 6           | 7           | 85,7        | 14       | 13       | 27       |        |        | 21    | 9     |     |      | 0,36 | -12  |
| Beraldo Francesca   | 12      | 8       | 4       | 13  | 122  | 16    | 1     | 3         | 16        | 18,7      | 2         | 6         | 33,3      | 1           | 2           | 50,0        | 2        | 5        | 7        | 2      | 1      | 8     | 7     | 4   | -9   | 0,28 | 3    |
| Claudia Amabiglia   | 8       | 2       |         |     | 7    | 1     |       |           |           |           | 0         | 1         | 0,0       |             |             |             |          | 1        | 1        |        |        | 6     |       | 1   | -6   | 0,00 | -5   |
| Alessia Brutto      | 2       | 2       |         |     | 3    |       |       |           |           |           | 0         | 1         | 0,0       |             |             |             |          |          |          |        |        |       |       |     | -1   | 0,00 |      |
| Alice Milani        | 2       | 1       |         |     | 2    | 1     |       |           |           |           |           |           |           |             |             |             |          |          |          |        |        |       |       |     | -1   | 0,00 |      |
| Anna Profaiser      | 1       |         |         |     |      |       |       |           |           |           |           |           |           |             |             |             |          |          |          |        |        |       |       |     |      | 0,00 |      |